# Tjålmak (Jokkmokks socken, Lappland, 741003-170837)
Tjålmak är en sjö i Jokkmokks kommun i Lappland och ingår i Luleälvens huvudavrinningsområde.